# Brescia Calcio 2004-2005
Questa voce raccoglie le informazioni riguardanti il Brescia Calcio nelle competizioni ufficiali della stagione 2004-2005.

## Stagione
Nella stagione 2004-2005 dopo la salvezza della stagione precedente, nel Brescia viene riconfermato Gianni De Biasi, ma le rondinelle perdono Roberto Baggio. Il Brescia ha raccolto solo 5 vittorie nel girone di andata del campionato 2004-05, chiuso con 19 punti. Occupa le posizioni basse della classifica anche nel ritorno, nel quale raccoglie 22 punti. A inizio febbraio dopo la sconfitta interna (0-1) con l'Udinese, il tecnico viene sostituito da Alberto Cavasin, la squadra sembra reagire, ma il finale del torneo per le rondinelle è amaro. Il Brescia retrocede all'ultima giornata, fatale risulta la sconfitta (3-0) con la Fiorentina (che aveva eliminato le "rondinelle" già in Coppa Italia) che permette ai viola, indietro di 2 punti, di scavalcare i lombardi con la V sul petto. Dopo cinque stagioni di fila nella massima serie, il Brescia scende in Serie B. Nonostante la stagione negativa delle rondinelle, ancora in evidenza Andrea Caracciolo autore di 12 reti.

## Divise e sponsor
Lo sponsor tecnico per la stagione 2004-2005 è Robe di Kappa, mentre lo sponsor ufficiale è Banca Lombarda.

## Organigramma societario
Area direttiva
- Presidente: Luigi Corioni
- Segretario: Gianni Zanardini

Area tecnica
- Allenatore: Gianni De Biasi, da febbraio Alberto Cavasin
- Preparatore atletico: prof. Paolo Artico

## Rosa
| N. |                       | Ruolo | Calciatore          |
| -- | --------------------- | ----- | ------------------- |
| 1  | Italia (bandiera)     | P     | Luca Castellazzi    |
| 2  | Costa Rica (bandiera) | D     | Gilberto Martínez   |
| 3  | Lituania (bandiera)   | D     | Marius Stankevičius |
| 4  | Italia (bandiera)     | C     | Roberto Guana       |
| 5  | Italia (bandiera)     | D     | Daniele Adani       |
| 6  | Italia (bandiera)     | D     | Davide Zoboli       |
| 7  | Italia (bandiera)     | C     | Omar Milanetto      |
| 8  | Italia (bandiera)     | A     | Marco Delvecchio    |
| 9  | Italia (bandiera)     | A     | Giuseppe Sculli     |
| 11 | Italia (bandiera)     | A     | Simone Del Nero     |
| 14 | Slovacchia (bandiera) | C     | Marek Hamšík        |
| 15 | Italia (bandiera)     | D     | Marco Zambelli      |
| 16 | Paraguay (bandiera)   | D     | Víctor Mareco       |
| 17 | Svizzera (bandiera)   | A     | Johan Vonlanthen    |
| 18 | Austria (bandiera)    | C     | Markus Schopp       |

| N. |                      | Ruolo | Calciatore         |
| -- | -------------------- | ----- | ------------------ |
| 19 | Italia (bandiera)    | A     | Luigi Dipasquale   |
| 20 | Italia (bandiera)    | D     | Maurizio Domizzi   |
| 21 | Svizzera (bandiera)  | C     | Fabrizio Zambrella |
| 22 | Italia (bandiera)    | P     | Federico Agliardi  |
| 23 | Italia (bandiera)    | D     | Simone Dallamano   |
| 24 | Italia (bandiera)    | C     | Daniele Berretta   |
| 25 | Argentina (bandiera) | C     | Matías Almeyda     |
| 26 | Italia (bandiera)    | C     | Jonathan Bachini   |
| 27 | Marocco (bandiera)   | C     | Abderazzak Jadid   |
| 29 | Italia (bandiera)    | A     | Andrea Caracciolo  |
| 31 | Danimarca (bandiera) | A     | Marc Nygaard       |
| 32 | Italia (bandiera)    | C     | Luigi Di Biagio    |
| 33 | Camerun (bandiera)   | D     | Pierre Womé        |
| 40 | Italia (bandiera)    | C     | Daniele Mannini    |

## Risultati

### Serie A

#### Girone di andata
| Arbitro: | Trefoloni (Siena) |

|  |           |                                          |
|  | Marcatori | 34’ Nedvěd 38’ Trezeguet 69’ Ibrahimović |

| Arbitro: | Farina (Novi Ligure) |

|                                                |           |                |
| Božinov 38’, 72’ Bjelanović 51’ Giacomazzi 81’ | Marcatori | 27’ Caracciolo |

| Arbitro: | Racalbuto (Gallarate) |

|  |           |                      |
|  | Marcatori | 28’ Rocchi 45’ Couto |

| Arbitro: | Dattilo (Locri) |

|                |           |                                    |
| Di Michele 57’ | Marcatori | 8’ (rig.) Stankevičius 77’ Mannini |

| Arbitro: | Saccani (Mantova) |

|                              |           |                |
| Zola 12’ (rig.) Langella 82’ | Marcatori | 38’ Caracciolo |

| Arbitro: | Collina (Viareggio) |

|                                          |           |               |
| Di Biagio 25’ Caracciolo 27’ Mannini 47’ | Marcatori | 11’ Gilardino |

| Arbitro: | Saccani (Mantova) |

|  |           |                      |
|  | Marcatori | 57’ (rig.) Di Biagio |

| Arbitro: | Dondarini (Finale Emilia) |

|  |           |             |
|  | Marcatori | 18’ Pecchia |

| Arbitro: | Ayroldi (Molfetta) |

|                        |           |                |
| Lucarelli 45’ Doga 73’ | Marcatori | 25’ Caracciolo |

| Arbitro: | Tombolini (Ancona) |

|            |           |  |
| Schopp 86’ | Marcatori |  |

| Brescia 10 novembre 2004, ore 20:30 11ª giornata | Brescia               | 0 – 0 referto | Milan | Stadio Mario Rigamonti (17 542 spett.)\| Arbitro: \| Racalbuto (Gallarate) \| |
| Arbitro:                                         | Racalbuto (Gallarate) |               |       |                                                                               |

| Bergamo 14 novembre 2004, ore 15:00 12ª giornata | Atalanta         | 0 – 0 referto | Brescia | Stadio Ciro Vigorito (16 000 spett.)\| Arbitro: \| Rosetti (Torino) \| |
| Arbitro:                                         | Rosetti (Torino) |               |         |                                                                        |

| Arbitro: | Trefoloni (Siena) |

|  |           |                       |
|  | Marcatori | 10’ Zauli 24’ Brienza |

| Arbitro: | Racalbuto (Gallarate) |

|             |           |                                              |
| Zamboni 74’ | Marcatori | 18’ Stankevičius 39’ Martínez 80’ Caracciolo |

| Arbitro: | Dondarini (Finale Emilia) |

|  |           |                    |
|  | Marcatori | 90’ (rig.) Mancini |

| Arbitro: | Collina (Viareggio) |

|                |           |  |
| Mihajlović 25’ | Marcatori |  |

| Arbitro: | Paparesta (Bari) |

|                      |           |          |
| Di Biagio 67’ (rig.) | Marcatori | 18’ Tare |

| Arbitro: | Tagliavento (Terni) |

|                             |           |  |
| Donati 6’ Parisi 70’ (rig.) | Marcatori |  |

| Arbitro: | Collina (Viareggio) |

|                |           |             |
| Dipasquale 62’ | Marcatori | 49’ Miccoli |

#### Girone di ritorno
| Arbitro: | Rodomonti (Roma) |

|                                  |           |  |
| Trezeguet 11’ Domizzi 43’ (aut.) | Marcatori |  |

| Arbitro: | Rosetti (Torino) |

|  |           |           |
|  | Marcatori | 16’ Konan |

| Roma 2 febbraio 2005, ore 20:30 22ª giornata | Lazio              | 0 – 0 referto | Brescia | Stadio Olimpico (30 000 spett.)\| Arbitro: \| Tombolini (Ancona) \| |
| Arbitro:                                     | Tombolini (Ancona) |               |         |                                                                     |

| Arbitro: | Farina (Novi Ligure) |

|  |           |              |
|  | Marcatori | 85’ Iaquinta |

| Arbitro: | De Marco (Chiavari) |

|                            |           |  |
| Zoboli 5’ Caracciolo 90+1’ | Marcatori |  |

| Arbitro: | Collina (Viareggio) |

|                                 |           |                      |
| Gilardino 23’ (rig.) Morfeo 49’ | Marcatori | 61’ (rig.) Di Biagio |

| Arbitro: | Nucini (Bergamo) |

|  |           |             |
|  | Marcatori | 76’ Tonetto |

| Arbitro: | Farina (Novi Ligure) |

|                          |           |                                            |
| Chiesa 52’ Maccarone 89’ | Marcatori | 40’ Di Biagio 45+1’ Caracciolo 73’ Mannini |

| Arbitro: | Ayroldi (Molfetta) |

|                            |           |                                             |
| Caracciolo 16’ (rig.), 89’ | Marcatori | 51’ Doga 71’ (rig.) Protti 84’ Danilevičius |

| Arbitro: | Collina (Viareggio) |

|                                        |           |            |
| Cossato 61’ (rig.) Pellissier 80’, 87’ | Marcatori | 19’ Mareco |

| Arbitro: | Rodomonti (Roma) |

|           |           |          |
| Costa 14’ | Marcatori | 87’ Womé |

| Arbitro: | De Santis (Roma) |

|                        |           |  |
| Di Biagio 90+4’ (rig.) | Marcatori |  |

| Arbitro: | Rosetti (Torino) |

|                                   |           |                                              |
| Terlizzi 14’ Toni 39’ (rig.), 78’ | Marcatori | 17’ Womé 21’ (rig.) Di Biagio 84’ Caracciolo |

| Arbitro: | Morganti (Ascoli Piceno) |

|                                |           |  |
| Di Biagio 48’ Stankevičius 76’ | Marcatori |  |

| Arbitro: | Tombolini (Ancona) |

|                          |           |                         |
| Perrotta 1’ De Rossi 76’ | Marcatori | 48’ Womé 79’ Caracciolo |

| Arbitro: | Paparesta (Bari) |

|  |           |                              |
|  | Marcatori | 55’, 66’ Martins 90+1’ Vieri |

| Arbitro: | Farina (Novi Ligure) |

|                |           |                               |
| Bellucci 90+4’ | Marcatori | 50’ Del Nero 77’ Stankevičius |

| Arbitro: | De Santis (Roma) |

|                             |           |               |
| Di Biagio 62’ Milanetto 72’ | Marcatori | 90+2’ Amoruso |

| Arbitro: | Collina (Viareggio) |

|                                      |           |  |
| Miccoli 43’ Jørgensen 59’ Riganò 66’ | Marcatori |  |

### Coppa Italia
| Arbitro: | Morganti (Ascoli Piceno) |

|                     |           |               |
| Martínez 71’ (aut.) | Marcatori | 52’ Di Biagio |

| Arbitro: | Rizzoli (Bologna) |

|                             |           |                                |
| Del Nero 59’ Di Biagio 100’ | Marcatori | 54’ Guigou 114’ (rig.) Fontana |

## Statistiche

### Statistiche di squadra
| Competizione | Punti | In casa | In casa | In casa | In casa | In casa | In casa | In trasferta | In trasferta | In trasferta | In trasferta | In trasferta | In trasferta | Totale | Totale | Totale | Totale | Totale | Totale | DR  |
| Competizione | Punti | G       | V       | N       | P       | Gf      | Gs      | G            | V            | N            | P            | Gf           | Gs           | G      | V      | N      | P      | Gf     | Gs     | DR  |
| ------------ | ----- | ------- | ------- | ------- | ------- | ------- | ------- | ------------ | ------------ | ------------ | ------------ | ------------ | ------------ | ------ | ------ | ------ | ------ | ------ | ------ | --- |
| Serie A      | 41    | 19      | 6       | 3       | 10      | 15      | 22      | 19           | 5            | 5            | 9            | 22           | 32           | 38     | 11     | 8      | 19     | 37     | 54     | -17 |
| Coppa Italia | -     | 1       | 0       | 1       | 0       | 2       | 2       | 1            | 0            | 1            | 0            | 1            | 1            | 2      | 0      | 2      | 0      | 3      | 3      | 0   |
| Totale       | -     | 20      | 6       | 4       | 10      | 17      | 24      | 20           | 5            | 6            | 9            | 23           | 33           | 40     | 11     | 10     | 19     | 40     | 57     | -17 |

### Andamento in campionato
| Giornata  | 1  | 2  | 3  | 4  | 5  | 6  | 7  | 8  | 9  | 10 | 11 | 12 | 13 | 14 | 15 | 16 | 17 | 18 | 19 | 20 | 21 | 22 | 23 | 24 | 25 | 26 | 27 | 28 | 29 | 30 | 31 | 32 | 33 | 34 | 35 | 36 | 37 | 38 |
| --------- | -- | -- | -- | -- | -- | -- | -- | -- | -- | -- | -- | -- | -- | -- | -- | -- | -- | -- | -- | -- | -- | -- | -- | -- | -- | -- | -- | -- | -- | -- | -- | -- | -- | -- | -- | -- | -- | -- |
| Luogo     | C  | T  | C  | T  | T  | C  | T  | C  | T  | C  | C  | T  | C  | T  | C  | T  | C  | T  | C  | T  | C  | T  | C  | C  | T  | C  | T  | C  | T  | T  | C  | T  | C  | T  | C  | T  | C  | T  |
| Risultato | P  | P  | P  | V  | P  | V  | V  | P  | P  | V  | N  | N  | P  | V  | P  | P  | N  | P  | N  | P  | P  | N  | P  | V  | P  | P  | V  | P  | P  | N  | V  | N  | V  | N  | P  | V  | V  | P  |
| Posizione | 18 | 19 | 20 | 17 | 18 | 14 | 11 | 14 | 16 | 14 | 14 | 14 | 16 | 13 | 16 | 16 | 16 | 17 | 17 | 17 | 19 | 19 | 19 | 17 | 19 | 19 | 18 | 18 | 19 | 20 | 19 | 19 | 17 | 18 | 19 | 18 | 15 | 19 |

Legenda:

Luogo: C = Casa; T = Trasferta. Risultato: V = Vittoria; N = Pareggio; P = Sconfitta.

### Statistiche dei giocatori
Sono in corsivo i calciatori che hanno lasciato la società a stagione in corso.
| Giocatore       | Serie A  | Serie A | Serie A     | Serie A    | Coppa Italia | Coppa Italia | Coppa Italia | Coppa Italia | Totale   | Totale | Totale      | Totale     |
| Giocatore       | Presenze | Reti    | Ammonizioni | Espulsioni | Presenze     | Reti         | Ammonizioni  | Espulsioni   | Presenze | Reti   | Ammonizioni | Espulsioni |
| --------------- | -------- | ------- | ----------- | ---------- | ------------ | ------------ | ------------ | ------------ | -------- | ------ | ----------- | ---------- |
| D. Adani        | 13       | 0       | 1           | 0          | -            | -            | -            | -            | 13       | 0      | 1           | 0          |
| F. Agliardi     | 1        | 0       | 0           | 0          | 2            | 0            | 0            | 0            | 3        | 0      | 0           | 0          |
| M. Almeyda      | 5        | 0       | 0           | 1          | -            | -            | -            | -            | 5        | 0      | 0           | 1          |
| J. Bachini      | 3        | 0       | 2           | 0          | 2            | 0            | 0            | 0            | 5        | 0      | 2           | 0          |
| D. Berretta     | 8        | 0       | 0           | 0          | -            | -            | -            | -            | 8        | 0      | 0           | 0          |
| A. Caracciolo   | 34       | 11      | 6           | 1          | 1            | 0            | 0            | 0            | 35       | 11     | 6           | 1          |
| L. Castellazzi  | 38       | 0       | 1           | 0          | -            | -            | -            | -            | 38       | 0      | 1           | 0          |
| S. Dallamano    | 26       | 0       | 2           | 1          | 2            | 0            | 0            | 0            | 28       | 0      | 2           | 1          |
| S. Del Nero     | 21       | 1       | 5           | 0          | 2            | 1            | 0            | 0            | 23       | 2      | 5           | 0          |
| M. Delvecchio   | 5        | 0       | 3           | 0          | -            | -            | -            | -            | 5        | 0      | 3           | 0          |
| L. Di Biagio    | 34       | 9       | 8           | 1          | 2            | 2            | 0            | 0            | 36       | 11     | 8           | 1          |
| L. Dipasquale   | 8        | 1       | 0           | 0          | 1            | 0            | 0            | 0            | 9        | 1      | 0           | 0          |
| M. Domizzi      | 29       | 0       | 8           | 1          | 1            | 0            | 0            | 0            | 30       | 0      | 8           | 1          |
| R. Guana        | 24       | 0       | 5           | 0          | 1            | 0            | 0            | 0            | 25       | 0      | 5           | 0          |
| M. Hamšík       | 1        | 0       | 0           | 0          | -            | -            | -            | -            | 1        | 0      | 0           | 0          |
| A. Jadid        | 3        | 0       | 1           | 0          | -            | -            | -            | -            | 3        | 0      | 1           | 0          |
| D. Mannini      | 30       | 3       | 3           | 0          | 2            | 0            | 1            | 0            | 32       | 3      | 4           | 0          |
| V. Mareco       | 23       | 1       | 7           | 0          | 1            | 0            | 0            | 0            | 24       | 1      | 7           | 0          |
| G. Martínez     | 33       | 1       | 1           | 0          | 2            | 0            | 0            | 0            | 35       | 1      | 1           | 0          |
| O. Milanetto    | 31       | 1       | 9           | 1          | 2            | 0            | 0            | 0            | 33       | 1      | 9           | 1          |
| M. Nygaard      | 10       | 0       | 0           | 1          | 1            | 0            | 0            | 0            | 11       | 0      | 0           | 1          |
| M. Schopp       | 17       | 1       | 4           | 0          | 2            | 0            | 0            | 0            | 19       | 1      | 4           | 0          |
| G. Sculli       | 28       | 0       | 6           | 1          | -            | -            | -            | -            | 28       | 0      | 6           | 1          |
| M. Stankevičius | 33       | 4       | 5           | 0          | 2            | 0            | 0            | 0            | 35       | 4      | 5           | 0          |
| J. Vonlanthen   | 9        | 0       | 0           | 0          | -            | -            | -            | -            | 9        | 0      | 0           | 0          |
| P. Womé         | 16       | 3       | 1           | 0          | -            | -            | -            | -            | 16       | 3      | 1           | 0          |
| M. Zambelli     | 4        | 0       | 0           | 0          | -            | -            | -            | -            | 4        | 0      | 0           | 0          |
| F. Zambrella    | 15       | 0       | 1           | 0          | -            | -            | -            | -            | 15       | 0      | 1           | 0          |
| D. Zoboli       | 27       | 1       | 3           | 2          | 2            | 0            | 1            | 0            | 29       | 1      | 4           | 2          |